# Allenamento sportivo
L'allenamento sportivo è il processo di adattamento fisiologico allo sforzo fisico del corpo umano compiuto dall'atleta al fine di migliorare la propria prestazione sportiva ovvero di intervenire, in modo organizzato, verso la pratica sportiva così da poter ottenere le migliori prestazioni nell'ambito di una competizione o per benessere psicofisico proprio.
Mescolando ingredienti di vari campi (fisiologico, biomeccanico, psicologico, pedagogico, biochimico ed anatomico) in un modo tuttavia differente, si è creata una vera e propria "scienza dell'allenamento" a sé stante. Il fondatore di tale pratica è ritenuto L. P. Matveev, scienziato russo, sebbene notevoli contributi teorici: scienziati, questi, che operavano prevalentemente nella capitale russa e a Lipsia (allora Germania Est). A tal proposito è memorabile la storia di Bernstein, caduto in disgrazia poiché "oppositore" di Ivan Pavlov; dal punto di vista storico, va invece menzionato l'apporto di Hans Selye.
Alla base dell'allenamento sta la supercompensazione: il processo fisiologico secondo cui al termine dello sforzo fisico si ha una fase iniziale dove le prestazioni sono peggiori per poi migliorare e superare la condizione di partenza dopo una fase di recupero.
Spesso l'allenamento non è gestito esclusivamente da chi lo pratica, ovvero l'atleta, ma è diretto da un'altra persona cioè l'allenatore.

## Descrizione

### Obiettivi
Gli obiettivi dell'allenamento coprono essenzialmente tre aspetti: la prevenzione di inabilità nel movimento, che coinvolge persone dallo stile di vita sedentario, scolari o anziani, la riabilitazione al movimento in seguito a malattie o fratture o lunghe degenze ospedaliere, e infine il miglioramento e mantenimento delle capacità motorie del corpo, che coinvolge sia sportivi dilettanti e amatoriali sia atleti professionisti. 

### Cosa viene allenato
Vengono allenate le capacità condizionali: rapidità, forza, resistenza, mobilità articolare, come anche quelle coordinative: equilibrio, capacità di differenziazione, orientamento, anticipazione, capacità di adattamento, di reazione e senso del ritmo. L'allenamento tuttavia, in quanto formazione della persona umana per lo svolgimento di compiti specifici legati alla pratica sportiva nei diversi livelli in cui si attua, presenta sempre una notevole dimensione pedagogica che non deve essere mai trascurata.

### Come agisce l'allenamento
Il carico (stimolo allenante) porta a una variazione dell'equilibrio biochimico dell'organismo (variazione dell'omeostasi). Per essere meglio preparato a futuri carichi dello stesso tipo, il corpo reagisce con un adattamento, dal quale risulta un migliore stato funzionale. Un esempio è la supercompensazione delle scorte di glicogeno nei muscoli sottoposti ad un carico di resistenza.
Per controllare correttamente l'allenamento, e quindi organizzare gli stimoli dei carichi in una sequenza che non sovraccarichi l'organismo, è necessaria una esatta conoscenza del carico delle singole unità allenanti (seduta d'allenamento) e dell'effetto della loro sommatoria. Il carico d'allenamento viene valutato in base alle cosiddette normative del carico.

## Tipi di allenamento
- Allenamento a circuito;
- Allenamento a corpo libero;
- Allenamento ad alta quota;
- Allenamento della resistenza;
- Allenamento contro resistenza (della forza);
- Allenamento specifico;
- Allenamento aerobico;
- Allenamento anaerobico;
- Allenamento funzionale;
- Allenamento in sospensione;
- Allenamento di strada;
- Training intermedio;
- Training differenziale;
- Tabata training

### Allenamento aerobico
Partendo dal presupposto che la scelta della tipologia di allenamento dipende da quelli che sono gli scopi e le capacità del soggetto, l'allenamento di tipo aerobico è tra i più scelti (anche se il più delle volte inconsapevolmente). Come ogni strumento, se non utilizzato correttamente, finisce per non dare i risultati attesi.
Infatti, l'allenamento di tipo aerobico è il principale strumento utilizzato dall'utente medio per perdere i chili di troppo o, in gergo tecnico, mobilitare le riserve lipidiche. La condizione necessaria perché questo avvenga è che l'allenamento sia condotto al di sotto della soglia anaerobica, il che vuol dire che l'atleta non deve mai andare in debito di ossigeno. Per fare un esempio lampante si potrebbe parlare dell'individuo medio che 3 o 4 volte a settimana va a fare un po' di "jogging". Infatti la corsa è un ottimo esercizio per lavorare in aerobiosi, ma, come detto prima, bisogna sapere come correre, a che velocità, per quanto tempo, ecc.
Le tre cose che si devono sempre tener presenti sono:
1. le riserve lipidiche cominciano ad essere mobilitate dopo circa 20 minuti di esercizio aerobico. Fare una "corsetta" di mezz'ora probabilmente non aiuterà se l'obbiettivo è quello di perdere peso (questo perché le prime riserve energetiche mobilitate quando si svolge un esercizio fisico sono prevalentemente quelle del glicogeno e, solo successivamente si inizieranno a mobilitare le riserve lipidiche come combustibile per il nostro esercizio. N.B. Ciò non vuol dire che per i primi 20 minuti si utilizzi solo glicogeno e dopo i 20 minuti solo i lipidi, ma le percentuali variano: all'inizio il contributo maggiore è a carico del glicogeno per circa l'80%, mano a mano che si corre queste percentuali cambiano fino a quando il substrato utilizzato all'80% sarà il grasso corporeo).
2. la corsa (nel nostro esempio) deve mantenersi sempre in ritmo aerobico, il che vuol dire che non si deve cercare di fare il maggior numero di km nel minor tempo possibile, anzi, più tempo si corre e meglio è. L'andatura ideale è tra i 7 e i 10 km/h. (Ovvio è che ognuno percepisce in modo diverso la fatica e ciascuno di noi ha soglie anamorfiche differenti, oltre che un grado di allenamento o "fitness" personale).
3. non è vero che più si suda più si dimagrisce: correre con indumenti non traspiranti come i k-way è un ostacolo alla traspirazione (meccanismo atto a disperdere il calore corporeo generatosi durante l'esercizio fisico). L'aumento della sudorazione consente un decremento del peso corporeo nel breve termine ma esso tornerà al suo stato iniziale una volta reintegrati i liquidi persi. Un cenno lo meriterebbero anche le calzature utilizzate e il modo corretto di correre, ma ci si addentrerebbe in questioni meramente tecniche che poco hanno a che fare con l'allenamento aerobico.

## Periodizzazione dell'allenamento o "ciclizzazione"
La pianificazione dell'allenamento segue l'organizzazione della stagione agonistica o dei "cicli di allenamento" ed è così suddiviso:
- Macrociclo: Da circa 1 anno a 4 anni. Ad esempio nel ciclismo dal 1º novembre al 30 settembre (1 mese di pausa per il recupero), mentre nelle discipline olimpioniche dura 4 anni.
- Mesociclo: alcune strutture di allenamento vengono organizzate in periodi che durano all'incirca un mese. In altre discipline sportive il periodo annuale è diviso in cicli che durano da due a quattro settimane.
- Microciclo: corrisponde alla durata di circa una settimana.

## Benefici
Secondo una meta-analisi pubblicata nel British Journal of Sports Medicine, un allenamento per la forza di 30-60 minuti a settimana diminuisce il rischio di morte per malattie cardiache, diabete e cancro dal 10 al 20%. E, se combinato con l'esercizio aerobico, il rischio può scendere del 40%.